# باب کولویل
باب کولویل (انگلیسی: Bob Colville؛ زادهٔ ۲۷ آوریل ۱۹۶۳) بازیکن فوتبال اهل بریتانیا است.
از باشگاه‌هایی که در آن بازی کرده‌است می‌توان به باشگاه فوتبال یورک سیتی، باشگاه فوتبال اولدهام اتلتیک، باشگاه فوتبال استوک‌پورت کانتی، باشگاه فوتبال بری، باشگاه فوتبال بارو، و باشگاه فوتبال گایزلی اشاره کرد.
وی همچنین در تیم ملی فوتبال Wales Semi-Pro بازی کرده‌است.